# Проспект Гагарина (Великие Луки)
Проспект Гагарина — проспект в городе Великие Луки. Назван в честь лётчика-космонавта, Героя Советского Союза Юрия Алексеевича Гагарина. Расположен в правобережной части города. Начинается от Октябрьского проспекта, идет на восток до улицы Дальней.

## История
11 мая 1961 года решением Великолукского Горисполкома Торопецкая улица и Торопецкое шоссе были объединены в одну улицу, названную в честь первого космонавта Ю. А. Гагарина. В начале 1980-х годов улица Гагарина преобразована в Проспект Гагарина.

## Значимые объекты
Четная сторона
- Администрация Великолукского района (пр. Гагарина, 6).
- Автовокзал (пр. Гагарина, 48А).
- Стадион «Великие Луки» (пр. Гагарина, 92А)[1].
- Средняя школа № 6 (корпус 2) (пр. Гагарина, 108)[2].
- Средняя школа № 6 (корпус 1) (пр. Гагарина, 128)[2].

Нечетная сторона
- Средняя школа № 5 (пр. Гагарина, 5)[3].
- Лазавицкая баня (пр. Гагарина, 53)[4].
- Средняя школа-интернат (пр. Гагарина, 61)[5].
- Средняя школа № 16 (пр. Гагарина, 81)[6].
- Великолукский филиал ПГУПС (пр. Гагарина, 95)[7].
- Дворец культуры железнодорожников (пр. Гагарина, 95).
- Узловая больница (пр. Гагарина, 97)[8].
- Мебельный комбинат (пр. Гагарина, 127А)[9].

## Достопримечательности
- Памятная доска поэту Э. М. Жемлиханову (пр. Гагарина, 18/15) — установлена в 2001 году на доме, где проживал поэт[10].
- Памятный знак «Великие Луки — Город воинской славы» — установлен на пересечении проспекта Гагарина и Вокзальной улицы[11].

## Транспорт
По проспекту Гагарина проходят маршруты общественного транспорта — городские автобусы и маршрутные такси. В районе моста через реку Лазавицу расположен автовокзал. В районе пересечения с Вокзальной улицей расположен пешеходный мост, который ведет к железнодорожному вокзалу станции Великие Луки.